# Kabupaten de Klungkung

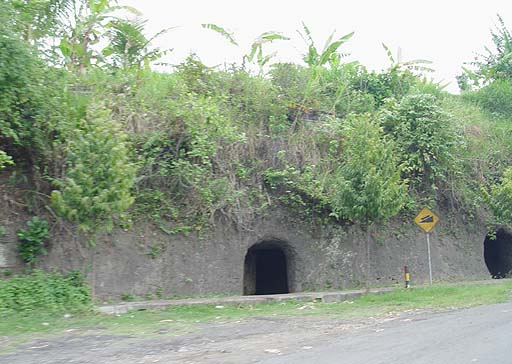
Bunkers de l'armée japonaise, Banjarangkan, Klungkung

Le kabupaten de Klungkung, en indonésien Kabupaten Klungkung, est un kabupaten d'Indonésie dans la province de Bali dont il est le moins étendu. Sa superficie de 315 km2, pour une population de 169 906 habitants en 2004. Son siège administratif est situé à Semarapura.
On peut accéder facilement à Klungkung par l'autoroute en partant de Gianyar.
Le département est célèbre pour ses peintures balinaises classiques qui, pour la plupart d'entre elles, retracent les épopées telles que Mahābhārata ou Ramayana. Ces peintures proviennent de fresques de palais balinais, et sont exposées dans le centre-ville au Palais de Klungkung.
Environ 60 % de la superficie du département de Klungkung est constituée de trois îles offshore : Nusa Penida, Nusa Ceningan et Nusa Lembongan.

## Districts
- Banjarangkan,
- Dawan,
- Klungkung,
- Nusa Penida.